# الفتاة الإيطالية (رواية)
الفتاة الإيطالية (بالإنجليزية: The Italian Girl)‏ هي رواية للكاتبة البريطانية آيريس مردوك، نشرت عام 1964، لأول مرة عن دار نشر تشاتو آند ويندوس.